# Chasqui (mascota)
Chasqui fue la mascota oficial de la Copa América 2004 que se disputó en el Perú, entre el 6 y el 26 de julio de 2004.  Su nombre proviene de los chasquis, antiguos mensajeros de los incas.
La imagen del Chasqui consistía en un personaje con rasgos indígenas, que vestía el uniforme de la Selección de fútbol del Perú y en cuya cabeza lucía una cinta multicolor con dos plumas (que algunos suponían se trataba de una corona incaica denominada Mascaipacha). Como detalles adicionales, llevaba el cabello recogido en una trenza y pateaba una pelota con pies descalzos.

## Inspiración del personaje
Los chasquis (vocablo proveniente del quechua, que significa "correo o persona de relevo"), eran corredores jóvenes que llevaban mensajes o recados en el sistema de correos del Tahuantinsuyo, desplazándose a la carrera de una posta a la inmediata siguiente.
Muchos chasquis eran hijos de curacas o jefes político-administrativos del ayllu.